# Hans Bidder

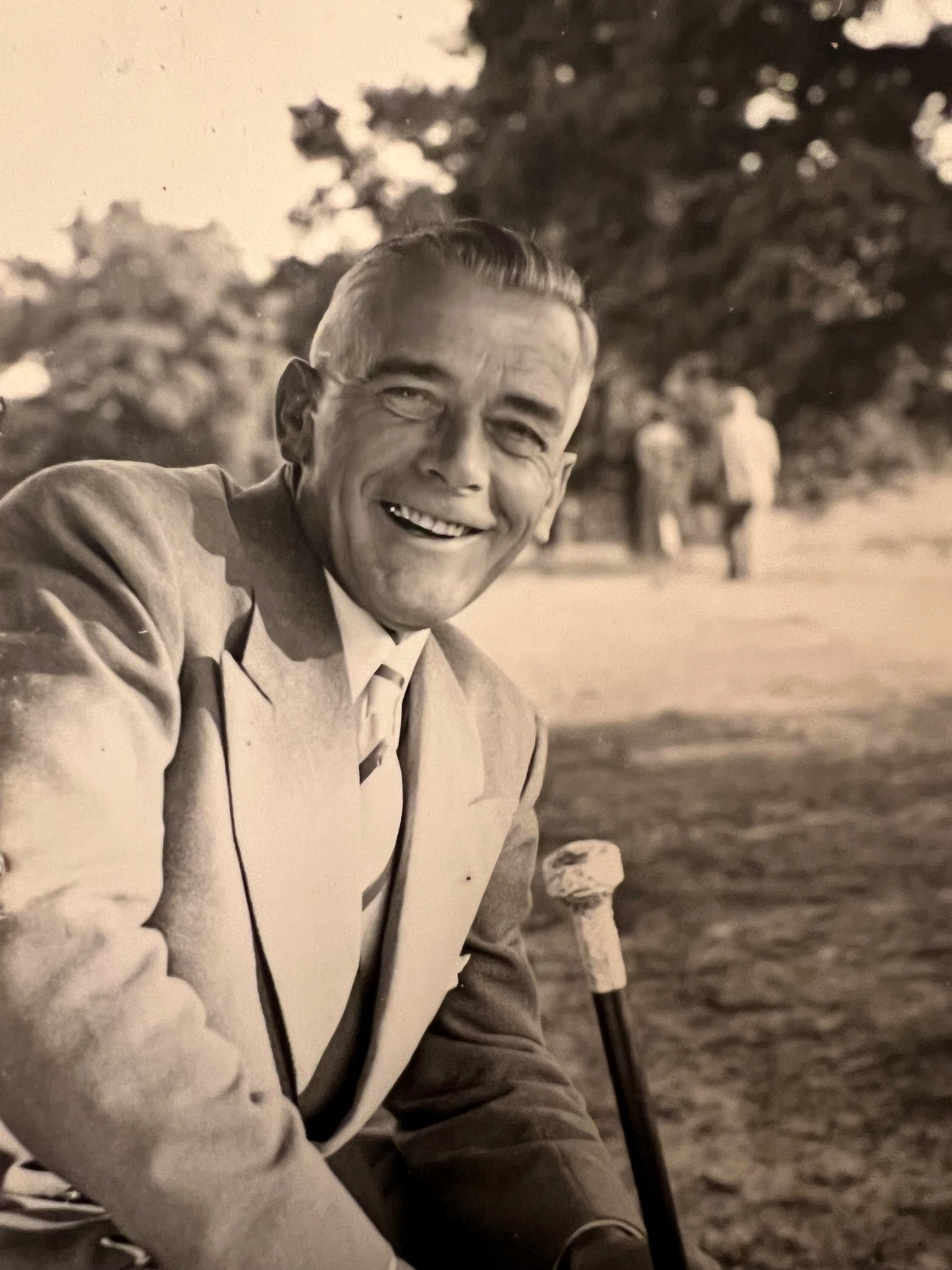
Portraitbild von Dr. Hans Bidder (Privatbesitz), undatiert.

Hans Bidder (* 18. Januar 1897 in Danzig; † 17. April 1963 in Port Said) war ein deutscher Diplomat, Botschafter und Kunstsammler.

## Beruflicher Werdegang
Nachdem Hans Bidder die Volksschule in Danzig durchlaufen hatte, wechselte er auf das städtische Gymnasium. Hier legte er 1914 das Abitur ab. Der im gleichen Jahr begonnene Erster Weltkrieg beendete vorerst die berufliche Entwicklung von Bidder. Bis 1915 nahm er am deutschen Feldzug gegen Flandern teil, bei dem er schwer verwundet wurde. Das Lazarett verließ er mit nur einem Bein.
Ab 1916 nahm er ein Studium an der Friedrich-Wilhelms-Universität und am Seminar für orientalische Sprachen auf. Er studierte Philosophie, Geschichte, Staatswissenschaften, orientalische Sprachen (chinesisch und japanisch) und Jura und schloss mit der Promotion als Dr. phil. und dem Prädikat „summa cum laude“ ab. In seiner Dissertation hatte er sich mit Fragen des chinesischen Seetransportwesens auseinandergesetzt. Nach diesem Abschluss schlug er die diplomatische Berufslaufbahn ein.

## Einsatz in Asien
Seine Einberufung in den Auswärtigen Dienst erfolgte 1922, wo er zunächst für zwei Jahre im Ministerium des Äußeren mehrere Arbeitsbereiche durchlief. Daraufhin legte er 1924 die diplomatisch-konsularische Prüfung ab. Sein erster Auslandseinsatz führte in noch im gleichen Jahr nach Shanghai, wo er dem Generalkonsulat zugeteilt wurde. Kurz darauf im Juli 1925 ging er an die Deutsche Gesandtschaft in Peking, wo er als Legationssekretär eingesetzt wurde. 1932 kehrte Bidder für kurze Zeit nach Deutschland zurück und war im Auswärtigen Amt in Berlin tätig. Ein Jahr später 1933 wurde er an den Botschaften in Moskau und Paris eingesetzt. Im November 1934 kehrte er nach China zurück. Zunächst war er mit der Leitung des Konsulats in Harbin betraut. Ab 1937 war er als Gesandtschaftsrat in Peking tätig und leitet kommissarisch das Konsulat in Chungking. Von November 1941 bis April 1945 arbeitete er am Generalkonsulat in Shanghai sowie am März 1944 als Generalkonsul in Nanking. Bereits zu dieser Zeit zeigte er, neben seinen dienstlichen Aufgaben ein besonderes Interesse für Kunstgegenstände seiner Einsatzregionen. Diese begann er nunmehr gezielt zu sammeln. Das verstärkte sich vor allem während seiner Aufenthalte in den asiatischen Ländern. Über seinen Verbleib nach dem Zusammenbruch des „Dritten Reiches“ und die ersten Nachkriegsjahre liegen gegenwärtig keine belastbaren Informationen vor.
Seine Rückkehr von China nach Deutschland erfolgte 1950. In Deutschland widmete er sich schriftstellerisch-wissenschaftlichen Tätigkeiten. Zum Jahresende 1953 wurde Hans Bidder zunächst als erster deutsche Gesandte, zur Besetzung der Gesandtschaft in Äthiopien eingesetzt, später auch als Botschafter. Das Ziel seiner Tätigkeit in Afrika bestand in diesen Jahren vor allem darin, gleichberechtigte Beziehungen zwischen beiden Ländern auf politischem und wirtschaftlichem Gebiet herzustellen. Nach fünf Jahren sollte er an die Botschaft nach Teheran wechseln. Hier war beabsichtigt, dass er den scheidenden deutschen Diplomaten Lutz Gielhammer ablösen sollte. Aus nur schwer nachvollziehbaren Gründen ist jedoch dieser Einsatz nicht zustande gekommen. Ende November 1959 war Bidder Botschafter in Bangkok und zugleich Gesandter in Laos. Diese Aufgaben nahm er bis 1962 wahr.

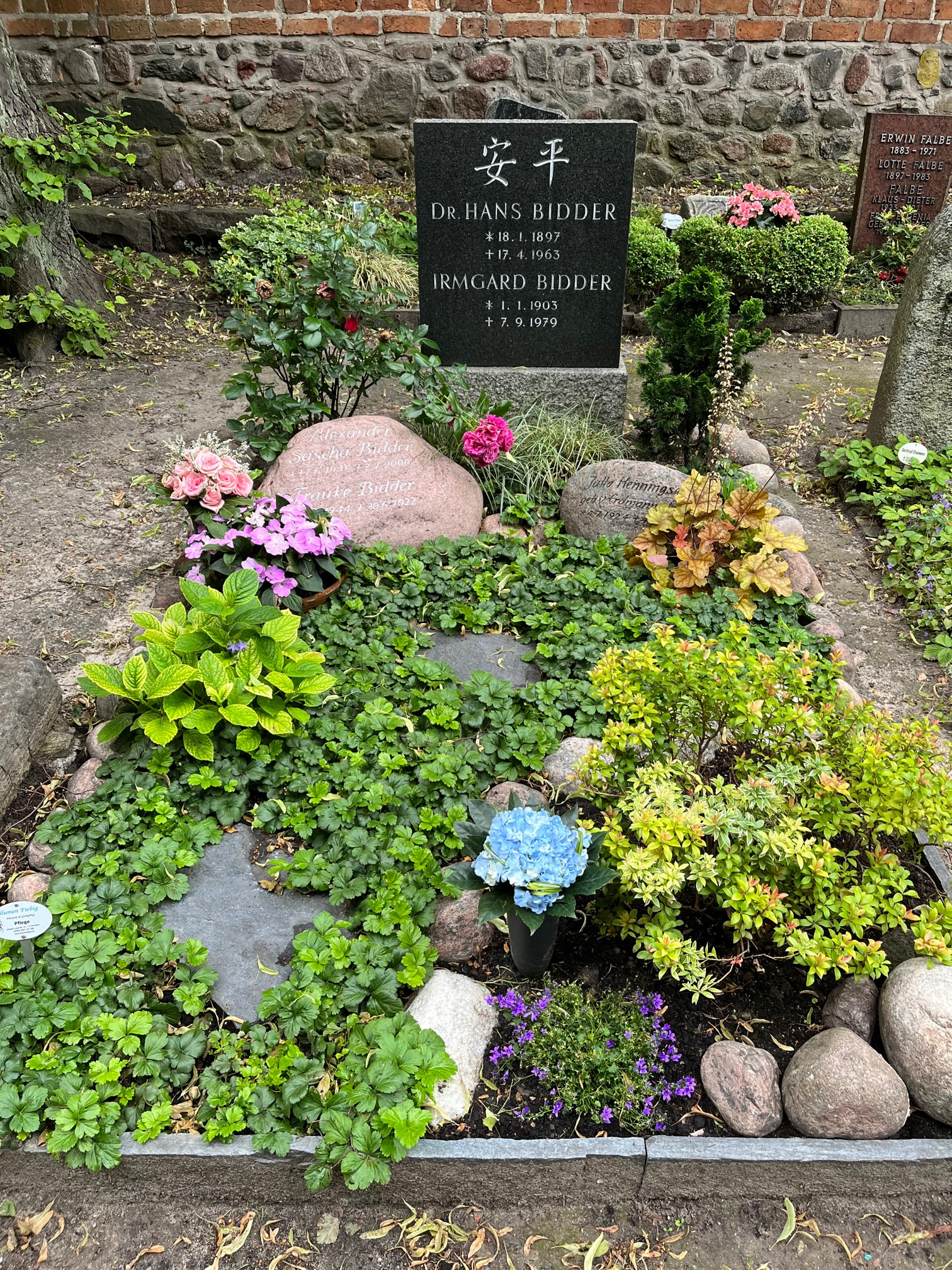
Grab von Hans und Irmgard Bidder auf dem St.-Annen-Kirchhof in Berlin-Dahlem

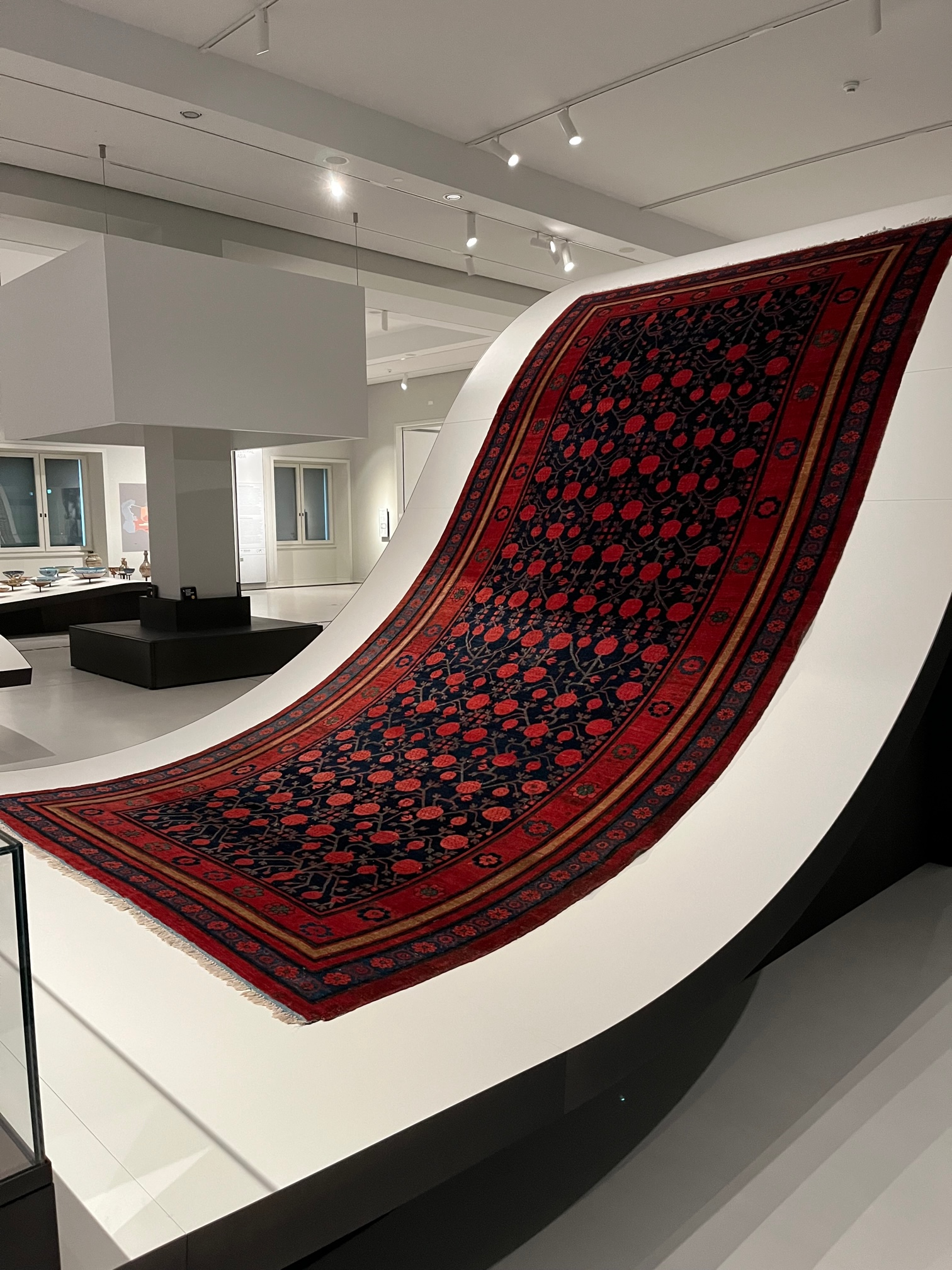
Knüpfteppich, Uiguren, China, Xinjiang, Yarkand, 18. Jh., ehemals aus der Sammlung Hans Bidder, ausgestellt im Humboldt Forum Berlin

Nach seiner Rückkehr beschäftigte er sich noch intensiver als vorher mit seiner Sammlung von Kunstgegenständen und veröffentlichte dazu auch mehrere Publikationen. Sein Spezialgebiet dieses Interesses lag bei Teppichen. Dazu kamen auch in der Folgezeit Artikel und Meinungsäußerungen zu Fragen des ostasiatischen Raumes, vor allem zu politischen Themen.
Im Jahre 1963 verstarb Hans Bidder im ägyptischen Port Said. Beigesetzt wurde er auf dem St.-Annen-Kirchhof in Berlin. Zwei Jahre später erwarb das Museum für Asiatische Kunst (Berlin) einen Teil seiner Sammlung. Die aus China stammenden Kunstgegenstände waren vor allem die sogenannten „Ordos-Bronzen“.

## Familie
Die Vorfahren der Familie waren über mehrere Generationen in Ost- und Westpreussen ansässig. Hans wurde als Sohn des Rektors einer Schule, Edwin Otto Bidder und dessen Ehefrau Louise Petricat geboren. Er selbst heiratete 1939 Irmgard Bidder. Aus dieser Ehe ging der gemeinsame Sohn Alexander hervor. Nach dem Tod seines Vaters setzte Alexander die Betreuung und Erweiterung der Kunstsammlung seiner Eltern fort. Er selbst verstarb im Jahr 2000.

## Publikationen
- Das Seetransportwesen der Chinesischen Regierung: Ein Beitr. z. ostasiat. Schiffahrtsgesch. aus chines. Quellen, Gekürzt in: Schmollers Jahrbuch. Bd. 45, Berlin, Phil. Diss. v. 16. Juli 1921/1922

- Hundert Jahre deutsch-thailändische Freundschaft: 1862–1962, gemeinsam mit Klaus Hahlweg und Erich Reinhold (Hrsg.), Embassy of the Federal Republic of Germany Bankog. 1962

- Teppiche aus Ost-Turkestan: Bekannt als Khotan-, Samarkand- u. Kansu-Teppiche. Mit Illustr., Wasmuth Verlag Tübingen, 1964.

- Jagd nach seltenen Teppichen: drei Erlebnisberichte aus Asien, Wasmuth Verlag Tübingen 1965

- Jagd nach seltenen Teppichen: drei Erlebnisberichte aus Asien, Wasmuth Verlag Tübingen 1965

- Filzteppiche: ihre Geschichte und Eigenart, Klinkhardt & Biermann Verlag Braunschweig 1980.